# Shorea stellata
Shorea stellata là một loài thực vật có hoa trong họ Dầu. Loài này được (Kurz) Dyer miêu tả khoa học đầu tiên năm 1874.